# Awakening (Blessthefall)
| Recensione    | Giudizio |
| ------------- | -------- |
| Allmusic      | [ 1 ]    |
| IGN           | [ 2 ]    |
| Sputnik Music | [ 3 ]    |
| Revolver Mag  | [ 4 ]    |

Awakening è il terzo album in studio del gruppo post-hardcore statunitense Blessthefall, pubblicato il 4 ottobre 2011 dalla Fearless Records.

## Tracce
1. Awakening – 1:19
2. Promised Ones – 3:36
3. Bottomfeeder – 3:35
4. I'm Bad News, in the Best Way – 3:50
5. The Reign – 4:00
6. 40 Days... – 4:18
7. Bones Crew – 3:16
8. Don't Say Goodbye – 3:46
9. Undefeated – 3:25
10. 'Till the Death of Me – 4:25
11. Flatline (Interlude[5]) – 1:42
12. Meet Me at the Gates – 12:15 – Contiene la traccia fantasma "I Love You Lord"

Traccia bonus dell'esidione iTunes
1. Promised Ones (Big Chocolate Remix) – 3:34

## Formazione
- Beau Bokan - voce
- Eric Lambert - chitarra solista, cori
- Elliott Gruenberg - chitarra ritmica
- Jared Warth - basso, screamo
- Matt Traynor - batteria, percussioni

Produzione
- Michael "Elvis" Baskette - produttore[6]
- Jeff Gross - copertina[7]

## Classifiche
| Classifica         | Posizione massima |
| ------------------ | ----------------- |
| Billboard 200      | 32                |
| Alternative Albums | 11                |
| Hard Rock Albums   | 3                 |
| Independent Albums | 7                 |
| Top Rock Albums    | 13                |